# Baraki Barak (huyện)
Baraki Barak là một huyện thuộc tỉnh Lowgar, Afghanistan. Dân số thời điểm năm 1999 là 63,555 người.